# Morgan Leah
Morgan Leah, della stirpe dei Leah, è uno dei personaggi del ciclo Gli eredi di Shannara e durante il corso della storia aiuterà i membri della famiglia Ohmsford a sconfiggere i malvagi Ombrati.

## Storia
Morgan Leah è il discendente di Rone Leah e, come tale, ha ereditato la potente Spada di Leah, ma, al contrario dei suoi antenati, non è più il principe e sovrano legittimo di Leah: infatti la Federazione ha conquistato la città, sostituendo la monarchia con i propri funzionari. Il giovane però non si è mai rassegnato a questo stato delle cose e, appena ne ha l'occasione, procura noie e grattacapi alla guarnigione della Federazione; in questo modo riesce a stringere amicizie nella valorosa Resistenza dei Nani, che si propone di liberare il proprio popolo dalla schiavitù cui è sottoposto, e naturalmente il ragazzo dà il suo contributo.
Morgan decide di accompagnare gli amici Par e Coll Ohmsford al Perno dell'Ade, qui chiamati dai sogni di Allanon: durante il tragitto, il giovane ha modo di scoprire i poteri arcani della propria spada e di esercitare il suo potenziale al pari del suo antenato, sviluppando però una specie di "dipendenza" dalla magia. Quando Allanon assegna agli ultimi discendenti degli Ohmsford i loro incarichi, Morgan prosegue il suo viaggio assieme a Coll e Par e suggerisce loro di rivolgersi al leader dei Nati Liberi: Padishar Creel. I due fratelli hanno il compito di recuperare la Spada di Shannara a Tyrsis, ma la città è caduta sotto il controllo della Federazione.
Nonostante l'aiuto di Padishar gli Ombrati li scovano ugualmente. Nel tentativo di sfondare una porta chiusa dalla magia degli Ombrati, la Spada di Leah va in frantumi, lasciando Morgan con la sola elsa e un moncherino della lama. Questo fatto gli fa perdere gran parte dell'antica sicurezza in se stesso, facendolo sentire inutile e mandandolo in depressione. A causa di un agguato degli Ombrati, viene diviso dai due fratelli, ma non appena gli è possibile, parte alla loro ricerca.
Ancora una volta durante il suo viaggio incontra un esponente degli Ohmsford: il tenebroso Walker Boh, scortato da Pe Ell, l'assassino, e la bella Viridiana, la figlia del Re del Fiume Argento; essi cercavano la Pietra Nera degli Elfi, con cui avrebbero riportato Paranor nelle Quattro Terre. Morgan s'innamora perdutamente di Viridiana: a differenza degli altri, che erano ammaliati dal suo fascino, lui era l'unico ad amarla davvero. Infatti, il Re del Fiume Argento aveva previsto tutto questo e aveva scelto Morgan come guardia del corpo personale di sua figlia.
Dopo la distruzione di Eldwist, Morgan soffre molto per la perdita di Viridiana, ma la Spada di Leah, risanata da Viridiana in punto di morte, gli restituisce la sua forza d'animo.
Dopo questa deviazione, Morgan decide di riprendere la ricerca dei fratelli Ohmsford e incontra una combattente dei Nati Liberi, Matty Roh con cui stringe una forte amicizia. Morgan organizza il piano di salvataggio di Padishar Creel, imprigionato dalla Federazione a Tyrsis. Dopodiché si rimette sulle tracce di Par Ohmsford insieme a Damson Rhee e Matty Roh: durante la ricerca salva Wren Elessedil dalle grinfie degli Ombrati e successivamente accompagna Walker, con Bisbiglio, Coll, Damson Rhee e Matty Roh alla fortezza degli Ombrati per liberare Par e poi distruggere gli Ombrati e la loro fortezza una volta per tutte. Successivamente Morgan, accompagnato dall'inseparabile Matty Roh, innamorata di lui, lotterà al fianco della Resistenza dei Nani e l'aiuterà a respingere la Federazione dalle Terre dell'Est. Infine tornerà a casa, sugli altipiani di Leah, e si sposerà con Matty Roh. 
Centotrentanni più tardi, un suo discendente, Quentin Leah, accompagnerà Walker Boh nella terra di Parkasia.